# Cremastosperma westrae
Cremastosperma westrae är en kirimojaväxtart som beskrevs av Pirie. Cremastosperma westrae ingår i släktet Cremastosperma, och familjen kirimojaväxter. Inga underarter finns listade i Catalogue of Life.